# لونغ آيلاند (بابوا غينيا الجديدة)
لونغ آيلاند هي جزيرة بركانية في بابوا غينيا الجديدة. تقع شمال جزيرة غينيا الجديدة ويفصلها عنها مضيق فيتياز.